# Parlamentsvalget i Portugal august 1906
Parlamentsvalget i Portugal august 1906 den 19. august 1906, og var den anden afstemning det år, og den fjerde på tre år. For første gang i flere årtier var det ikke et parti som vandt det samlede flertal, valget store vinder blev godt det liberale Partido Regenerador Liberal, der blev det største parti med 65 pladser.

## Resultater
| Parti                         | Stemmer | %    | Mandater | +/– |
| ----------------------------- | ------- | ---- | -------- | --- |
| Partido Regenerador Liberal   |         |      | 65       | +58 |
| Partido Regenerador           |         |      | 26       | -80 |
| Partido Progressista          |         |      | 45       | +26 |
| Dissidência Progressista      |         |      | 4        | -5  |
| Partido Republicano Português |         |      | 4        | +3  |
| Andre partier og uafhængige   |         |      | 6        | -2  |
| Ugyldige/blanke stemmer       |         | –    | –        | –   |
| Total                         | 489.778 | 100  | 148      | 0   |
| Registrerede vælgere/deltager | 677.693 | 72,3 | –        | –   |
| Kilde: Nohlen & Stöver        |         |      |          |     |

Resultaterne er ikke inkluderet dem fra oversøiske territorier.